# 冨田正一

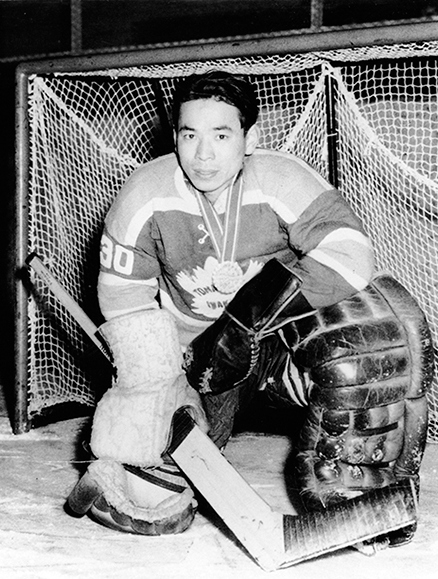
冨田 正一

冨田 正一（とみた しょういち、1936年1月1日 - ）は、日本の元アイスホッケー選手。ポジションはゴールキーパー。元日本アイスホッケー連盟会長、元国際アイスホッケー連盟副会長。現在はアジアリーグアイスホッケーチェアマン、日本オリンピック委員会国際委員会委員長などを務める。

## 来歴
東京都中央区京橋出身、ふすま紙や表具などの資材を扱う問屋の家に生まれた。明大明治中学・高校・明治大学卒業。
東京都で生まれ育ったが、小学校6年間は疎開で5つの学校に通った、少年時代は柔道やテニスに打ち込んでおり講道館に通っていたが、中学3年の時、スベン・ヨハンソン（スウェーデン）との出会いをきっかけに明治高校のアイスホッケー部の練習に参加、高校進学後に正式に入部した。ゴールキーパーなら試合に出られるだろうと希望者がいなかったポジションに志願した。
実業団の強いチームがあまり多くなかった当時、明治大学、立教大学、早稲田大学、慶應義塾大学、法政大学が強かった。明治大学には、苫小牧市、釧路市、青森市、八戸市、日光市などアイスホッケーの強い地域から選手が集まっており、パック拾いをやらされており、一流選手の練習が終わった後、ゴールキーパーの防具を借りて15分くらい練習する環境であった。練習時間の少なさを補うため、実家のあった京橋から駿河台までバスケットシューズを履いて通い、下半身強化、反射神経、相手選手を同時に見る訓練を自分で考えて行った。
明治大学の同期にはスコーバレーオリンピック代表になる村野正夫がいた。大学3年の終わり頃から試合に出られるようになった。
卒業後、河渕務が監督を務める岩倉組に入社した。当初は東京のGKはいらないと言われたが、全日本アイスホッケー選手権での活躍が認められて入社することとなった。家業を継ぐため、岩倉組には3シーズン限定の約束で入社したが、社長秘書を務めて、企業経営の勉強をする機会を与えられた。

全日本に選出され、1960年スコーバレーオリンピック、1962年世界選手権に出場した。
スコーバレーオリンピックには、横浜港から氷川丸に乗船し2週間かけてバンクーバーまで行き、そこからバスと鉄道でオンタリオ州に行き、本番まで練習を続けたという。グループリーグでカナダ、スウェーデンには敗れたものの、フィンランドに引き分け、順位決定戦でオーストラリアに勝って7位となった。アメリカのデンバーで行われた1962年のアイスホッケー世界選手権ではビザが降りなかった東ドイツに加えて、ソ連、チェコスロバキアが不参加、Bグループで日本が優勝した。このときフェアプレー賞としてロレックスの時計を受け取った。
岩倉組では4シーズンプレーした後、冨田商店に戻り、29歳のときに先進国のインテリア装飾ビジネスを学び、31歳のときに社長を継いだ。
引退後は1973年に日本アイスホッケー連盟の理事、2003年に連盟会長に就任した。また、1978年には国際アイスホッケー連盟理事に就任、1994年に副会長に就任した。
1972年札幌オリンピックから5大会ほどテレビ解説を担当した。1980年レークプラシッドオリンピックでは日本放送協会のアイスホッケー中継解説を務めた。冬季オリンピック史上の名勝負と数えられ、後に『氷上の奇跡』と謳われる男子アイスホッケーのアメリカ対ソ連戦では、場内の大興奮に圧倒された実況アナウンサーの西田善夫と共に放送席から立ち上がったまま試合の解説を行ったという。
1998年長野オリンピックでは、招致団の一員を務め、開催決定後はNHL選手を参加させるための調整役をルネ・ファゼル会長とともに務めた。アイスホッケー競技会場の長野市若里多目的スポーツアリーナ（ビッグハット）は、招致の際には収容人数1万人であったものが、招致決定後に5000人に減らされそうになったものの、2階席を全て取り払い、傾斜の急にして仮設の椅子を設置し、1万50席とした。同オリンピックでは表彰され、五輪の金のバッジをサマランチIOC会長から受け取った。
2001年、藍綬褒章を受章、2002年、国際アイスホッケー連盟から推薦され、国際オリンピック委員会より「オリンピック・オーダー」銀賞の表彰を受けた。アイスホッケー界からはウェイン・グレツキー、ウォルター・ブッシュらも表彰されている。
国際アイスホッケー連盟の定めたアイスホッケー世界選手権出場へのレギュレーションを満たすため、国際アイスホッケー連盟の理事会で支持を取り付けた上で、中国、韓国を説得し、アジアリーグアイスホッケーを誕生させた。
2003年、日本アイスホッケー連盟会長、日本オリンピアンズ協会代議員に就任。
2006年、国際アイスホッケー連盟の殿堂入りを果たす。日本からの殿堂入りは堤義明、河渕務に続き3人目であった。
2009年、日本連盟会長を勇退。2012年9月26日に東京で開かれた国際アイスホッケー連盟総会で副会長を退任した。
2020年東京オリンピック招致活動では、国際特別戦略委員会のメンバーを務めた。

## 逸話
- 岩倉組の1年先輩には田名部匡省がいる。また、星野好男は明大の後輩に当たる。

## 脚註
1. 1 2 3 4 5 6 7 8 9 10 11 12 13 14 15 16 17 18  “オリンピアンかく語りき” (PDF).  笹川スポーツ財団. 2014年2月23日閲覧。
2. 1 2 3 4  “冨田正一さんインタビュー 1/5”.   日本オリンピアンズ協会. 2015年11月23日閲覧。
3. 1 2 3  “冨田正一さんインタビュー 3/5”.   日本オリンピアンズ協会. 2015年11月23日閲覧。
4. ↑  『我が道 - 西田善夫』 スポーツニッポン 2012年6月15日付参照
5. ↑  冨田副会長が退任／国際アイスホッケー連盟 読売新聞 2012年9月27日 読売新聞 東京朝刊25頁